# Kaga (1921)
Kaga (jap. 加賀) – japoński lotniskowiec.
Stępka położona 19 lipca 1920, zwodowany 17 listopada 1921, do służby wszedł 31 marca 1928 roku.
Budowany pierwotnie jako okręt liniowy w ramach japońskiego programu rozbudowy floty „8+8” zakładającego wybudowanie 8 okrętów liniowych i 8 krążowników liniowych. Jednak na mocy postanowień rozbrojeniowej konferencji waszyngtońskiej budowa została wstrzymana, a kadłub nieukończonego okrętu miał być złomowany.
Na skutek trzęsienia ziemi został uszkodzony kadłub krążownika liniowego „Amagi”, który miał być przebudowany na lotniskowiec, postanowiono na lotniskowiec przebudować kadłub „Kagi”. Przebudowa kadłuba „Kagi” na lotniskowiec rozpoczęła się pod koniec 1923.
Okręt wszedł do służby w 1928 roku, miał trzy pokłady lotnicze, wyporność 29 660 ton, osiągał prędkość 27 węzłów i mógł zabrać 60 samolotów.
W latach 1933–1935 został przebudowany – otrzymał nowe kotły i turbiny (moc maszynowni wzrosła z 91 000 KM do 127 400 KM), wydłużony został górny pokład lotniczy, a dwa pozostałe pokłady zostały zabudowane. 25 czerwca 1935 okręt ponownie wszedł do służby.

## Historia operacyjna
- sierpień – grudzień 1937 – wspierał działania armii japońskiej w Szanghaju
- grudzień 1941 – udział w ataku na Pearl Harbor
- styczeń – luty 1942 – udział w działaniach na Archipelagu Bismarcka
- czerwiec 1942 – udział w nieudanej inwazji na Midway.

Zatopiony 4 czerwca 1942 roku w trakcie bitwy pod Midway – okręt został trafiony czterema lub pięcioma  bombami zrzuconymi przez samoloty z grupy powietrznej kmdra Besta startującej z lotniskowca USS „Enterprise”.
Wybuchy wznieciły pożary, które doprowadziły do eksplozji zbiorników paliwa i magazynów z amunicją. Wybuch trzeciej bomby zabił dowódcę okrętu komandora Jisaku Okadę, dowództwo przejął kmdr Amagai. Według niektórych relacji, na pokładzie eksplodowała samobieżna cysterna używana do tankowania samolotów na pokładzie. Jednak jeden z pilotów z „Kagi” – Haruo Yoshino stwierdził, że takie urządzenie nigdy nie było używane. Okręt zatonął o 19:28 czasu lokalnego po dobiciu torpedami niszczyciela „Hagikaze”.

## Dane techniczne
- pokład lotniczy:
  - długość: 248,58 m
  - szerokość: 30,5 m
- zapas paliwa: 5 300 ton mazutu